# Martin-pêcheur tacheté
Megaceryle lugubris
Espèce
Statut de conservation UICN

 LC  : Préoccupation mineure
Le Martin-pêcheur tacheté  (Megaceryle lugubris) est l'une des quatre espèces de martins-pêcheurs géants du genre Megaceryle.

## Répartition
Son aire de répartition s'étend de l'Himalaya aux collines du nord-est de l'Inde, au Bangladesh, au nord de l'Indochine et au sud-est de la Chine.